# Challenger de Buenos Aires 2021
Il Challenger de Buenos Aires 2021 è stato un torneo maschile tennis professionistico. È stata la 10ª edizione del torneo, facente parte della categoria Challenger 80 nell'ambito dell'ATP Challenger Tour 2021, con un montepremi di 52 080 $. Si è svolto dal 18 al 24 ottobre 2021 sui campi in terra rossa del Racket Club di Buenos Aires, in Argentina.

## Partecipanti

### Teste di serie
| Nazionalità | Giocatore               | Ranking* | Testa di serie |
| ----------- | ----------------------- | -------- | -------------- |
| Brasile     | Thiago Monteiro         | 92       | 1              |
| Argentina   | Juan Manuel Cerúndolo   | 103      | 2              |
| Argentina   | Francisco Cerúndolo     | 110      | 3              |
| Perù        | Juan Pablo Varillas     | 127      | 4              |
| Bolivia     | Hugo Dellien            | 128      | 5              |
| Brasile     | Thiago Seyboth Wild     | 129      | 6              |
| Argentina   | Sebastián Báez          | 140      | 7              |
| Argentina   | Tomás Martín Etcheverry | 144      | 8              |

* Ranking al 4 ottobre 2021.

### Altri partecipanti
I seguenti giocatori hanno ricevuto una wild card per il tabellone principale:
- Román Andrés Burruchaga
- Mariano Navone
- Juan Bautista Torres

I seguenti giocatori sono passati dalle qualificazioni:
- Francisco Comesaña
- Martín Cuevas
- Carlos Gómez-Herrera
- Ignacio Monzón

## Campioni

### Singolare
Sebastián Báez ha sconfitto in finale  Thiago Monteiro con il punteggio di 6–4, 6–0.

### Doppio
Luciano Darderi /  Juan Bautista Torres hanno sconfitto in finale  Hernán Casanova /  Santiago Fa Rodríguez Taverna con il punteggio di 7–6(5), 7–6(10).